# Andrej Jakubovskij
Andrej Jakubovskij (ur. 24 listopada 1977 w Wilnie) – litewski wioślarz.

## Osiągnięcia
- Mistrzostwa Świata – Lucerna 2001 – czwórka podwójna wagi lekkiej – 10. miejsce[1].
- Mistrzostwa Europy – Brześć 2009 – dwójka podwójna wagi lekkiej – 12. miejsce[1].